# Aucklandella minuta
Aucklandella minuta är en stekelart som först beskrevs av William Harris Ashmead 1890.  Aucklandella minuta ingår i släktet Aucklandella och familjen brokparasitsteklar. Inga underarter finns listade.